# Маркування
Маркува́ння (помаркування) — це процес нанесення на виріб марковання. Нанесення тексту, умовних позначень та малюнків на паковання та (чи) продукцію. У процесі наноситься комплекс відомостей різного характеру щодо продукції, процесу чи послуги у вигляді тексту, окремих графічних, кольорових символів (умовних позначень) та їхніх комбінацій. Воно наноситься, залежно від конкретних умов, безпосередньо на виріб, упаковку (тару), ярлик, етикетку чи в супровідну документацію.
Законодавство України надає наступне визначення: «маркування — слова, описи, знаки для товарів і послуг, назва торгової марки, зображення чи символи, що стосуються харчових продуктів і розміщені на будь-якій упаковці, етикетці (стікері), споживчій тарі, контретикетці, кольєретці, ярлику, пробці, листку-вкладиші, документі, повідомленні, інших елементах упаковки, що супроводжують чи належать до таких харчових продуктів».
Маркування вантажів — товаросупроводжувальна інформація, що містить реквізити імпортера, номер контракту, номер трансу, вантажогабаритні характеристики місць, номер місця і кількість місць у партії і трансі. Маркування вантажів є вказівкою транспортним фірмам щодо поводження з вантажем і за необхідності попередженням про небезпеки, пов'язані з вантажем.